# Анкуртвил сир Ерикур
Анкуртвил сир Ерикур (фр. Ancourteville-sur-Héricourt) насеље је и општина у северној Француској у региону Горња Нормандија, у департману Приморска Сена која припада префектури Авр.
По подацима из 2011. године у општини је живело 271 становника, а густина насељености је износила 77,43 становника/km². Општина се простире на површини од 3,5 km². Налази се на средњој надморској висини од 125 метара (максималној 139 m, а минималној 84 m).

## Демографија
| 1962. | 1968. | 1975. | 1982. | 1990. | 1999. | 2011. |
| ----- | ----- | ----- | ----- | ----- | ----- | ----- |
| 153   | 163   | 152   | 201   | 227   | 218   | 271   |

График промене броја становника у току последњих година